# Unterseeboot 1062
L'Unterseeboot 1062 ou U-1062 est un sous-marin allemand (U-Boot) de type VIIF utilisé par la Kriegsmarine pendant la Seconde Guerre mondiale.
Le sous-marin est commandé le 25 août 1941 à Kiel (Arsenal Germania), sa quille posée le 12 août 1942, il est lancé le 8 mai 1943 et mis en service le 19 juin 1943, sous le commandement de l'Oberleutnant zur See Karl Albrecht.
L'U-1062 n'endommage ni ne coule aucun navire au cours des deux patrouilles (207 jours en mer) qu'il effectue.
Il est coulé par la Marine américaine dans l'océan Atlantique en septembre 1944.

## Conception
Le type VII classe F, conçu en 1941, était un transporteur de torpilles. C'était le plus lourd et le plus gros des U-Boots de type VII construits. Son armement était identique à l'exception du fait qu'il ne disposait pas de canons sur le pont, mais il pouvait en contrepartie embarquer jusqu'à 39 torpilles.
L'U-1062 avait un déplacement de 1 084 tonnes en surface et 1 181 tonnes en plongée. Il avait une longueur totale de 77,60 m, un maître-bau de 7,30 m, une hauteur de 9,60 m et un tirant d'eau de 4,90 m. Le sous-marin était propulsé par deux hélices de 1,23 m, deux moteurs Diesel Germaniawerft F46 de 6 cylindres en ligne de 3 200 ch, produisant un total de 2 060 à 2 350 kW en surface et de deux moteurs électriques Allgemeine Elektricitäts-Gesellschaft GU 460/8-276 de  750 ch, produisant un total 560 kW, en plongée. Le sous-marin avait une vitesse en surface de 17,6 nœuds (32,6 km/h) et une vitesse de 7,9 nœuds (14,6 km/h) en plongée. Immergé, il avait un rayon d'action de 87 milles marins (140 km) à 4 nœuds (7,4 km/h; 4,6 milles par heure) et pouvait atteindre une profondeur de 200 m. En surface son rayon d'action était de 16 898 milles nautiques (soit 27 195 km) à 10 nœuds (19 km/h).
L'U-1062 était équipé de cinq tubes lance-torpilles de 53,3 cm (quatre montés à l'avant et un à l'arrière) et embarquait 39 torpilles. Il était équipé d'un canon 37 mm Flak M/42 qui tire à 15 350 mètres avec une cadence théorique de 50 coups par minute et de deux canons antiaérien de 20 mm C38 Flak avec 4 380 coups. Son équipage comprenait quatre officiers et 40 à 56 sous-mariniers.

## Historique
Il passe sa période d'entraînement initial à la 5. Unterseebootsflottille jusqu'au 31 décembre 1943, puis rejoint son unité de combat dans la 12. Unterseebootsflottille.
L'U-1062 quitte Kiel pour sa première patrouille de guerre le 18 décembre 1943. Le 22 décembre 1943, l'U-1062 est repéré en surface par huit avions de patrouille maritime du No. 144 Squadron RAF (en) et du 407 Long Range Patrol Squadron (en) (RCAF). Le bateau est en compagnie du dragueur de mines allemand M-489. Les huit avions effectuent leurs attaques face à un feu nourri des deux navires et des installations à terre. Deux appareils du Sqn 404 s'abiment en mer (le Beaufighter L2452/H piloté par le Flying officer R. Munro et le Beaufighter NE323/F piloté par le Flying officer I. Gillespie). Le kiosque de l'U-1062 est légèrement endommagé. Un membre d'équipage à bord du dragueur de mines et trois sous-mariniers de l'U-Boot sont gravement blessés. L'Oberfunkmaat Rudolf Polzhuber, de l'équipage de l'U-1062 meurt peu avant d'arriver à Bergen.
Le submersible reprend la mer le 3 janvier 1944 au départ de Bergen pour l'Extrême-Orient. Il fait partie du « Monsun Gruppe ». L'U-1062 transporte 39 torpilles, incluant les nouvelles TV Zaunkönig acoustiques, pour Penang. Le 10 avril 1944, il est ravitaillé dans l'océan Indien par l'U-532. Après 108 jours en mer, le bateau atteint Penang avec sa cargaison le 19 avril 1944.
Le 19 juin 1944, l'U-1062 quitte Penang pour retourner en Europe. Le lendemain, il est attaqué sans succès par le sous-marin britannique HMS Storm. L'U-1062 rencontre des pannes de compresseur d'air, l'obligeant à interrompre son voyage. Il retourne donc à Penang.
Il reprend la mer le 15 juillet 1944 de nouveau pour l'Europe. Le lendemain, l'U-1062 est attaqué une nouvelle fois sans succès par un autre sous-marin britannique, le HMS Templar. L'U-1062 transporte une cargaison de 105 tonnes de matériel stratégique de guerre. À la fin septembre 1944, il reçoit l'ordre de ravitailler l'U-219, en transit vers l'Extrême-Orient. Ils doivent se rencontrer à 600 nautiques à l'ouest-sud-ouest des îles du Cap Vert. Le 30 septembre 1944, trois destroyers qui escortent le porte-avions d'escorte USS Mission Bay sont envoyés pour détecter des U-Boote. L'USS Fessenden (en) repère l'U-1062, tire des obus de mortier anti-sous-marin ; quatre explosions sont entendues. Il lance ensuite des charges de profondeur, provoquant le naufrage de l'U-1062 à la position 11° 36′ N, 34° 44′ O.
Les cinquante-cinq membres d'équipage meurent dans cette attaque.

## Affectations
- 5. Unterseebootsflottille du 19 juin 1943 au 31 décembre 1943 (Période de formation).
- 12. Unterseebootsflottille du 1er janvier 1944 au 30 septembre 1944 (Unité combattante).

## Commandement
- Oberleutnant zur See Karl Albrecht du 19 juin 1943 au 30 septembre 1944.

## Patrouilles
|       | Commandant          | Départ           | Départ | Arrivée           | Arrivée | Jours     | Succès |
| ----- | ------------------- | ---------------- | ------ | ----------------- | ------- | --------- | ------ |
| 1     | Oblt. Karl Albrecht | 18 décembre 1943 | Kiel   | 24 décembre 1943  | Bergen  | 7 jours   |        |
| L     | Oblt. Karl Albrecht | 3 janvier 1944   | Bergen | 19 avril 1944     | Penang  | 108 jours |        |
| 2     | Oblt. Karl Albrecht | 19 juin 1944     | Penang | 2 juillet 1944    | Penang  | 14 jours  |        |
| L     | Oblt. Karl Albrecht | 15 juillet 1944  | Penang | 30 septembre 1944 | Coulé   | 78 jours  |        |
| Total | Total               | Total            | Total  | Total             | Total   | 207 jours | 0 t    |

Note : Oblt. = Oberleutnant zur See